# Världspoesidagen

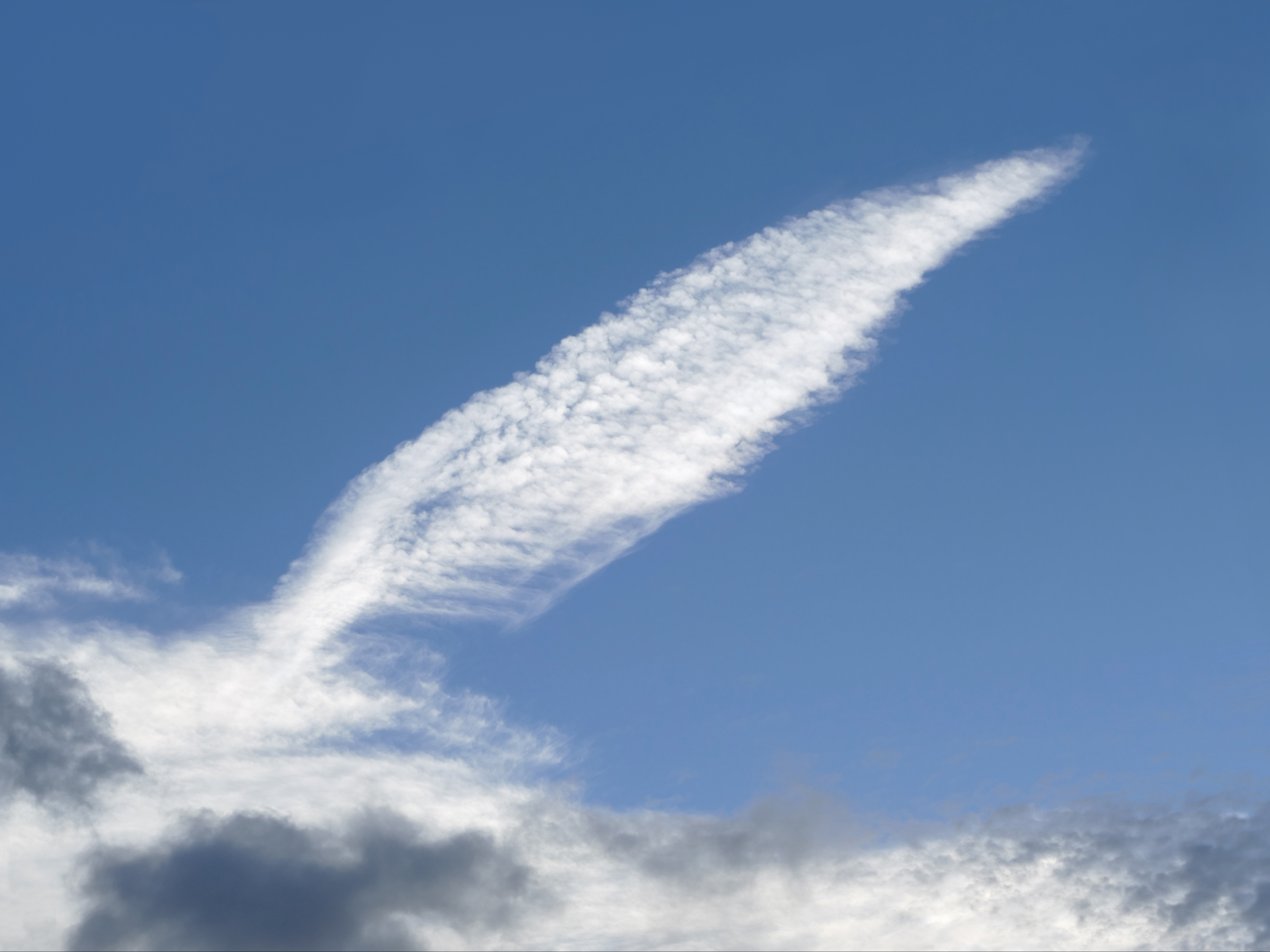
Moln format som en gåspenna.

Världspoesidagen, även kallad internationella poesidagen, är en temadag som infaller den 21 mars och som inrättades 1999 av Unesco (United Nations Educational, Scientific and Cultural Organization). Det är en av Förenta nationernas internationella dagar. Syftet med temadagen är att uppmuntra till att läsa, skriva, undervisa och publicera poesi.
| ”                                                                         | – Poesin är en av de få uttrycksformer som är tillgänglig för alla och är i många fall en kraft som ger styrka till förändring. Låt internationella poesidagen bli en årlig manifestation till rätten för människor att uttrycka sina tankar och åsikter. | „ |
| – Mats Söderlund (dåvarande ledamot i Svenska Unescorådet), 21 mars 2012. | |   |

För 2020 års temadag valde Unesco att särskilt belysa urfolkspoesi.

## Poesimässan
I anslutning till Världspoesidagen genomförs Sveriges enda bokmässa enbart ägnad poesi. De första åren hölls Poesimässan på Stockholms stadsbibliotek men 2020 flyttade mässan till Göteborgs stadsbibliotek. 2020 års upplaga av Poesimässan sköts dock upp till följd av coronaviruspandemin.